# De Oostenwind
De Oostenwind is een gesloten standerdmolen te Asten. De molen doet dienst als korenmolen en is gesitueerd aan de Molenweg 23.
Hoewel een inscriptie op het bouwjaar 1506 lijkt te wijzen, is de constructie 18e-eeuws, zoals de trapvorm met trapschoren en poortstijlen tussen de steenbalk in plaats van een moerstijl onder de steenbalk. De inscriptie kan op een onderdeel van een voorganger hebben gezeten, want documenten tonen aan dat op deze plaats al sedert de 15e eeuw een molen heeft gestaan. De standerd stamt in ieder geval wel uit 1506.
Tot in de 20e eeuw was de molen bezit van de Heren van Asten. In 1953 werd hij aan de familie Van Stekelenburg verkocht.
Nadat De Oostenwind in 1961 was gerestaureerd werd er in 1970 brand in gesticht, waardoor de molen zwaar werd beschadigd. Van 1973-1975 werd de molen herbouwd en enkele meters verplaatst. Bovendien kwam hij op een kunstmatige heuvel te staan.
De molen kreeg pas in 2006 zijn huidige naam. Voordien werd hij wel als de Molen van Stekelenburg aangeduid.
De kleurstelling steenrood met crèmekleurige biezen is opvallend. De molen wordt bemalen door een vrijwillige molenaar.
De molen heeft oorspronkelijk een voor- en achtermolen gehad. Nu is alleen de voormolen nog aanwezig.
Het gevlucht is Oud-Hollands en heeft geklonken ijzeren potroeden. De binnenroede is 25,95 m en de buitenroede uit 1881 met nummer 1313 is 25,96 lang.
De 5,24 lange houten bovenas heeft een gietijzeren insteekkop van de Gebr. Mercx uit Tilburg en een ijzeren muts aan de penzijde.
De molen wordt gevangen, geremd, met een Vlaamse vang. Om het bovenwiel zit voor het vangen een ijzeren hoep. In de molen zit een binnenvangstok. Het sabelijzer, verbinding tussen vangbalk en vangstukken, is van hout.

## Overbrengingen
- De overbrengingsverhouding is 1 : 5,21.
- Het bovenwiel heeft 73 kammen en het steenrondsel van de voormolen heeft 14 staven. De steek, de afstand tussen de staven, is 12,5 cm. De tandkrans voor de verdwenen achtermolen heeft ook 73 kammen maar met een steek van 11,7 cm.

## Fotogalerij

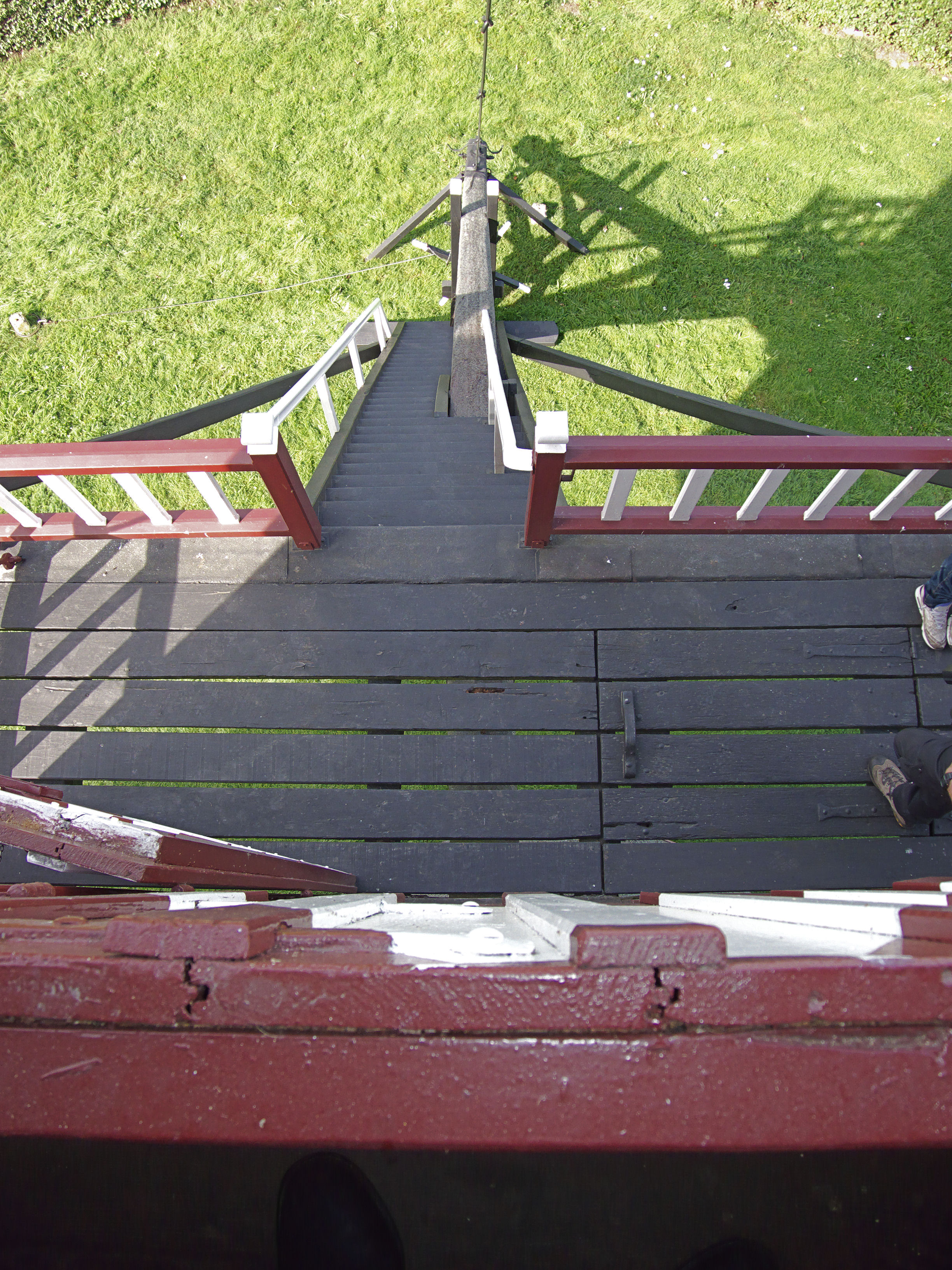
Trap
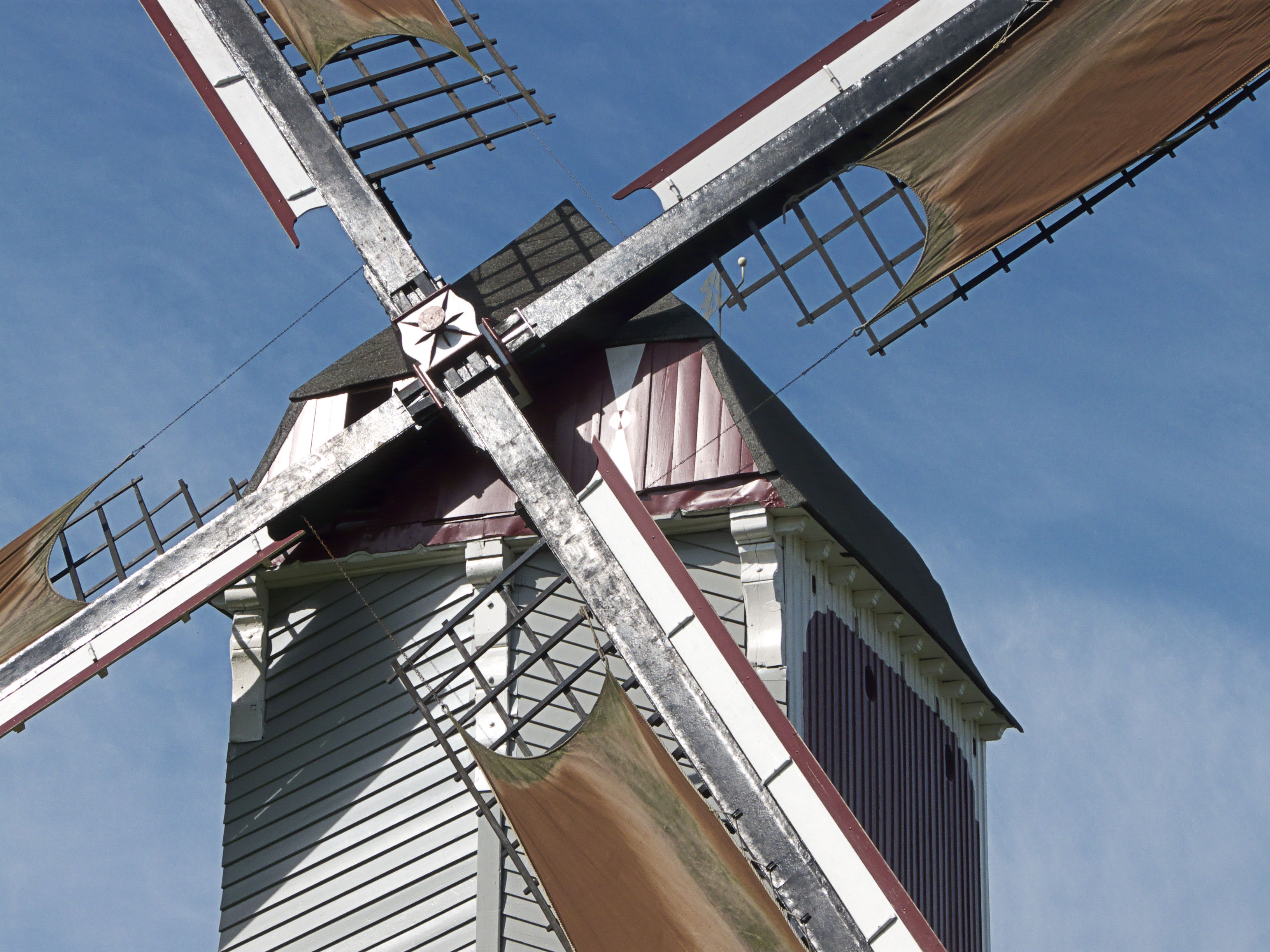
Potroeden
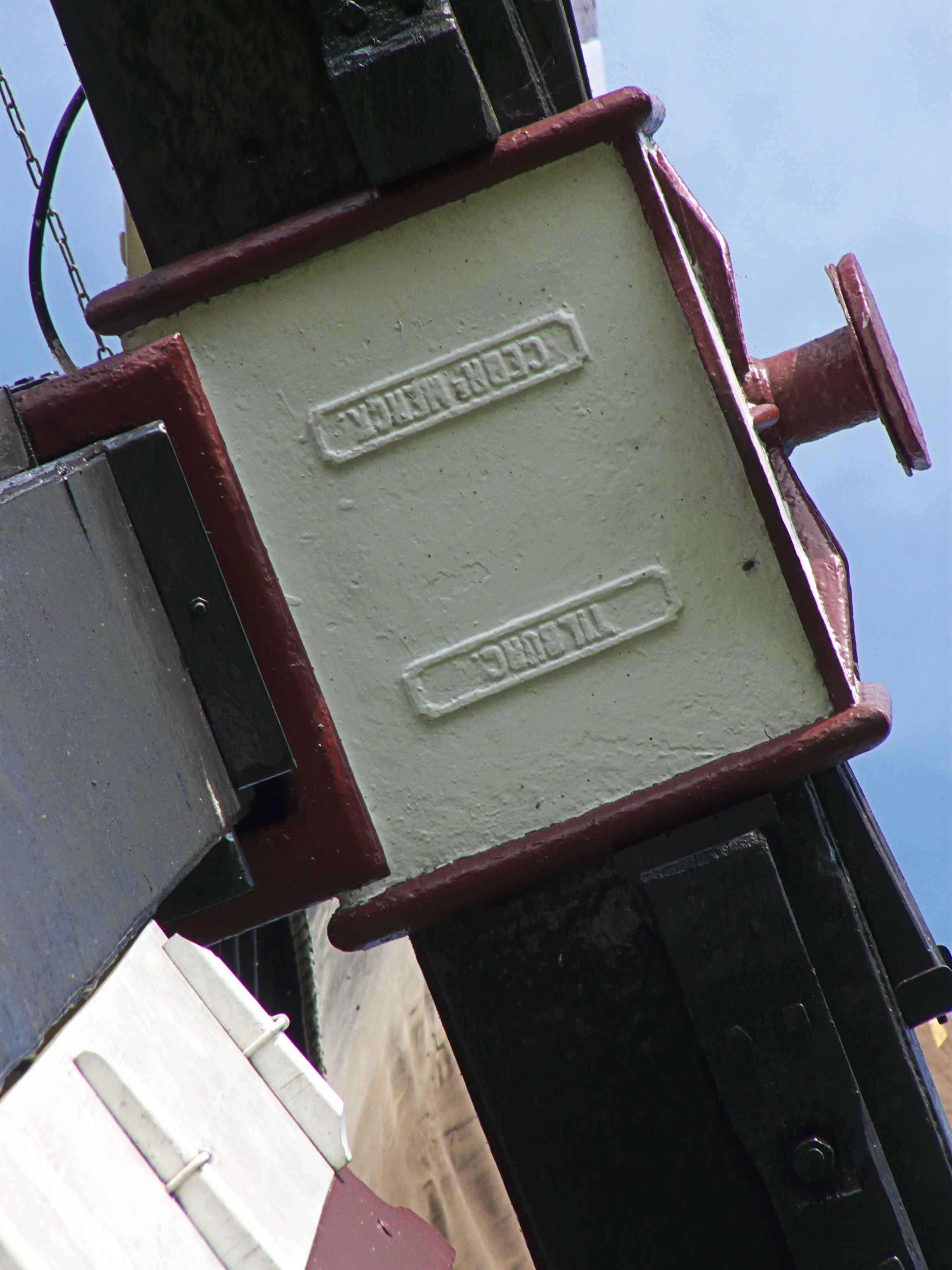
Insteekkop
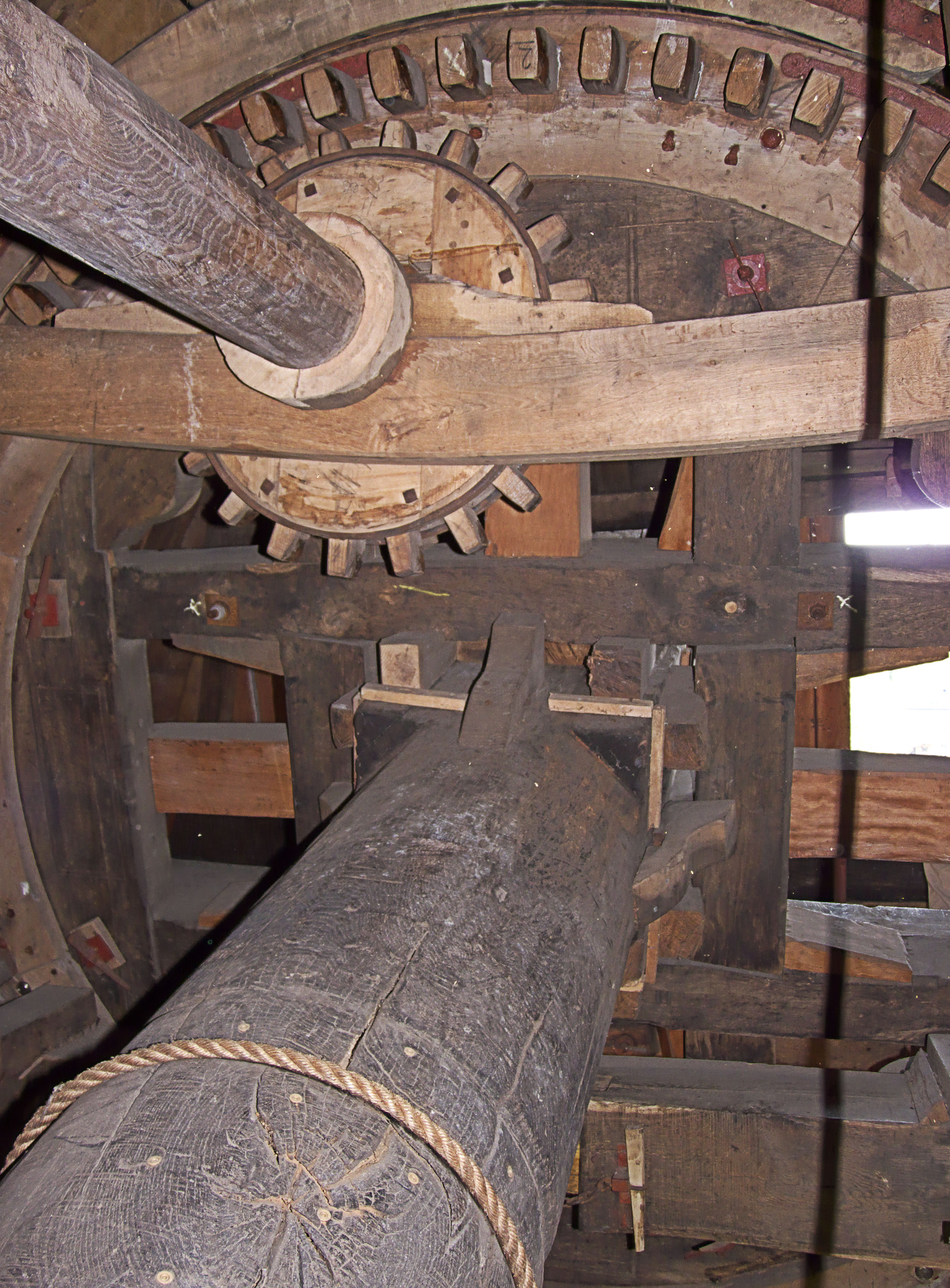
Bovenas en luias
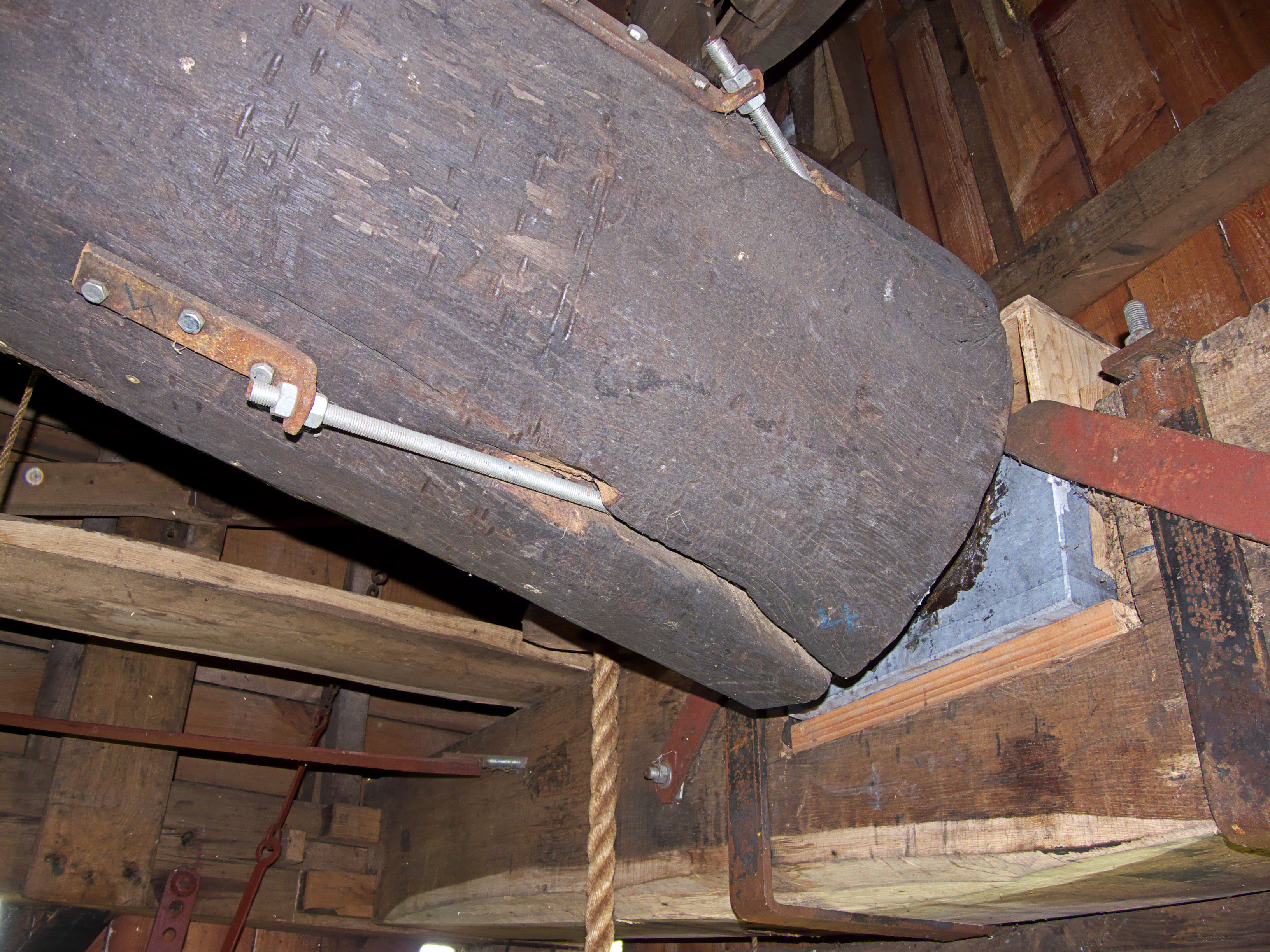
Muts op penzijde
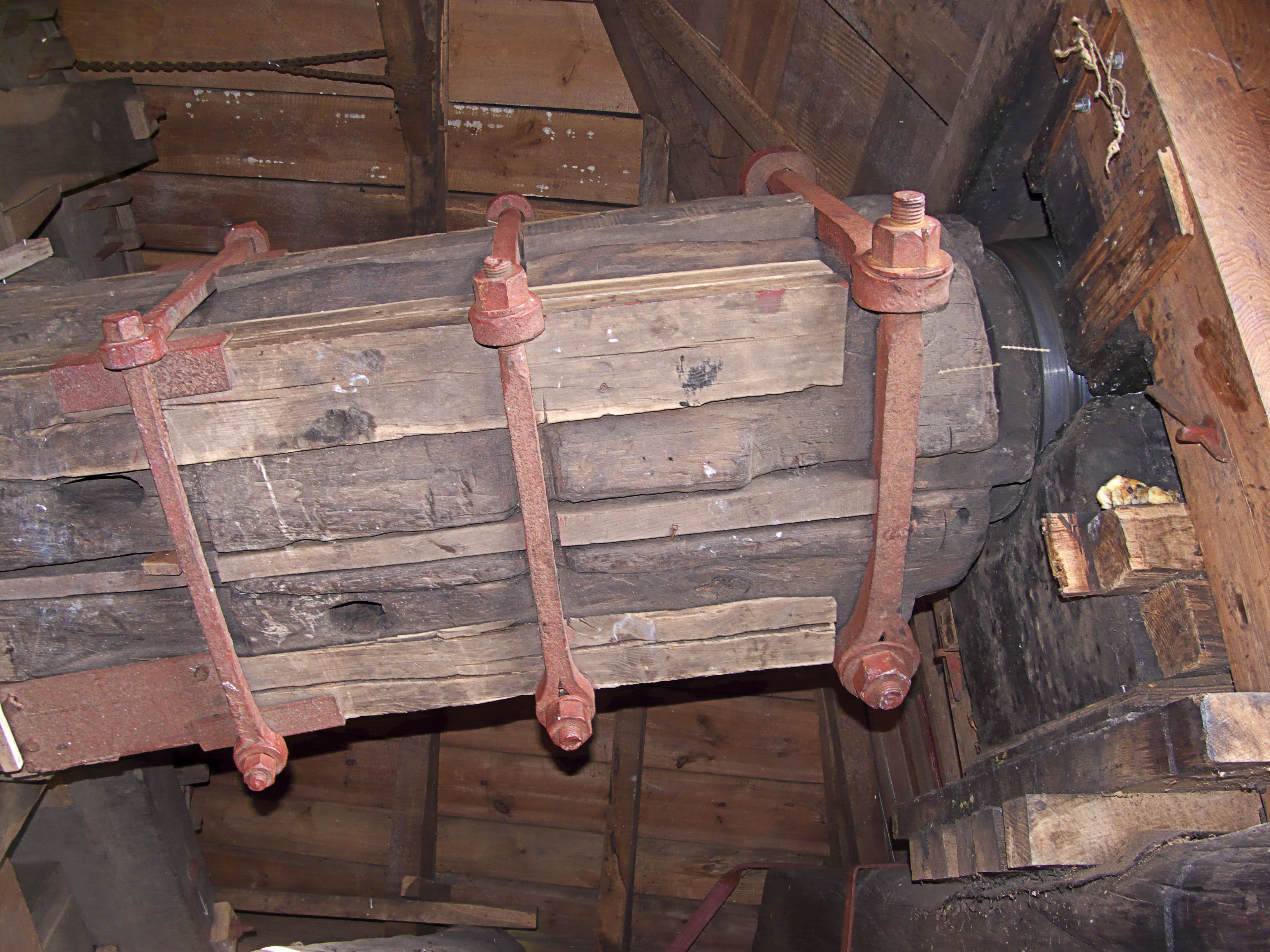
Insteekkop in houten bovenas
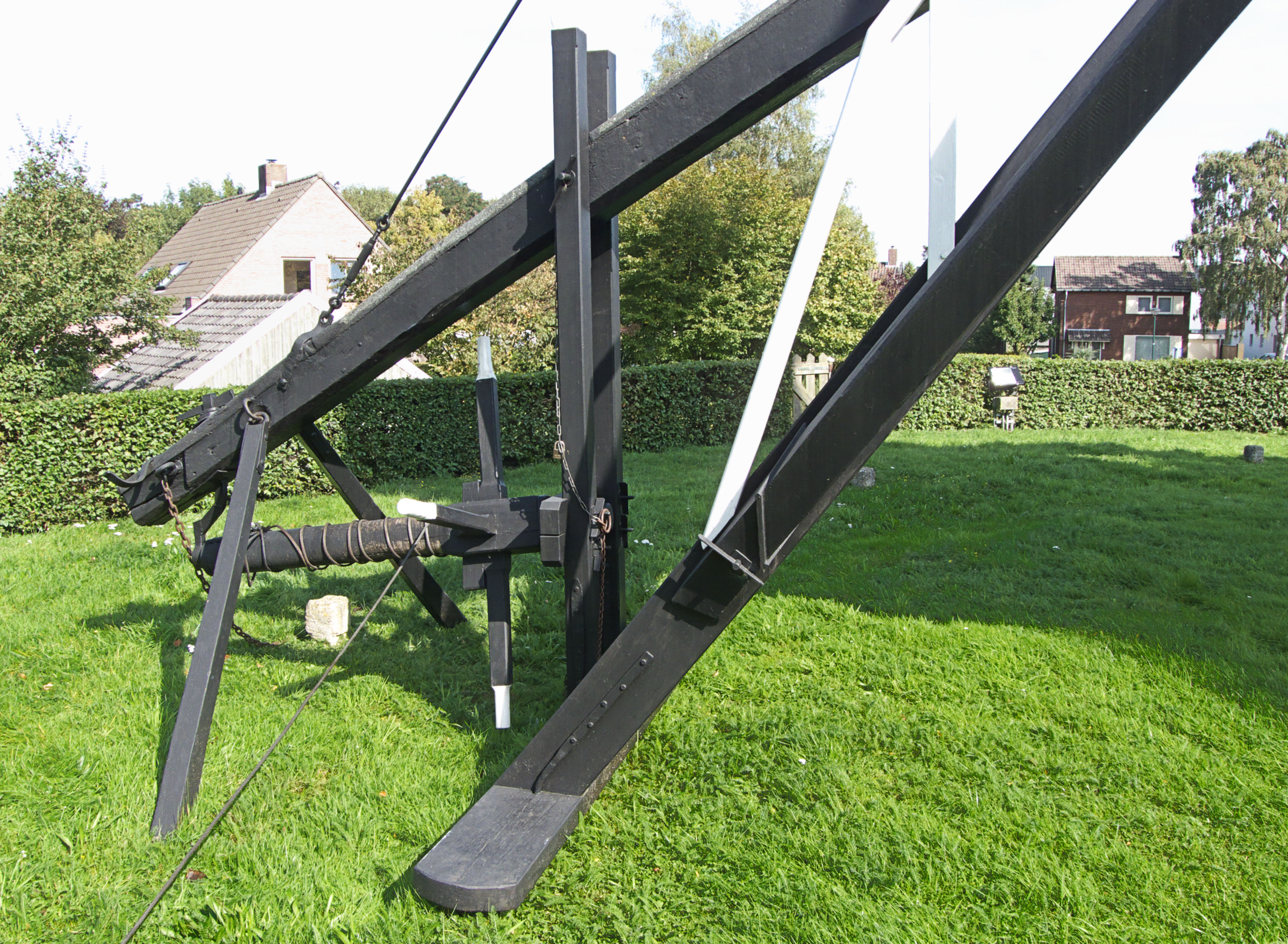
Staart met loopschoren
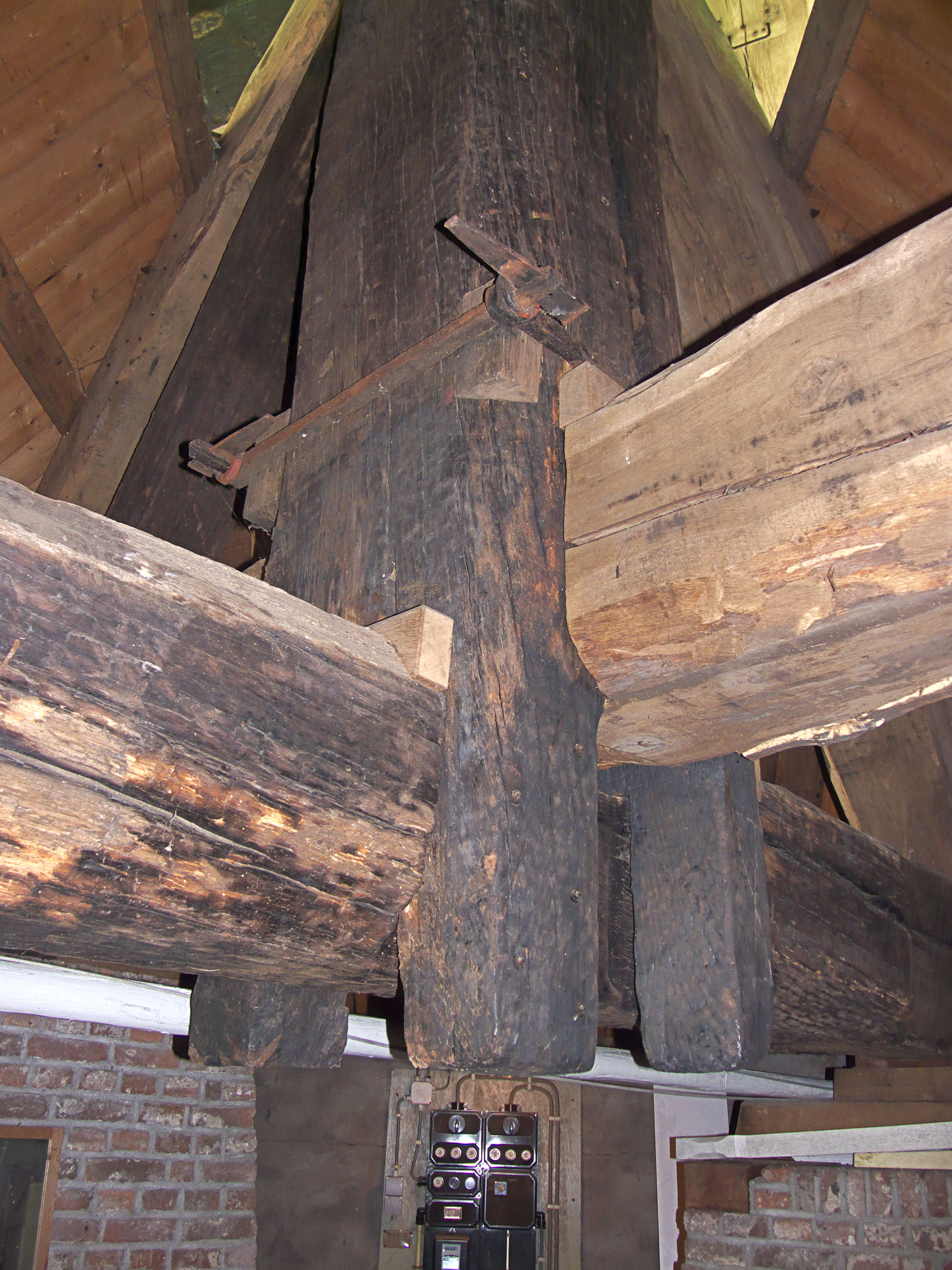
Standerd met klauw